# Shahnawaz Bhutto
Shahnawaz Bhutto (* 21. November 1958 in Karatschi, Pakistan; † 18. Juli 1985 in Cannes, Frankreich) war der Sohn des früheren pakistanischen Präsidenten und Premierministers Zulfikar Ali Bhutto und der pakistanischen Politikerin Nusrat Bhutto.

## Leben
Shahnawaz Bhutto war das vierte und jüngste Kind von Nusrat und Zulfikar Ali Bhutto. Seine Schwester Benazir, die frühere pakistanische Premierministerin, war das älteste Kind, sein Bruder Murtaza das zweitälteste und seine Schwester Sanam das drittälteste Kind der Familie. Shahnawaz wuchs behütet auf und hatte eine besonders enge Beziehung zu seinem vier Jahre älteren Bruder Murtaza. Er besuchte die Karachi Grammar School in Karatschi und anschließend die American School in Islamabad. Sein Bruder studierte zu dieser Zeit im Ausland. 1976 schickten seine Eltern Bhutto in ein strenges Schweizer Internat, nachdem er in Pakistan immer wieder in Schwierigkeiten geraten war.
Nach der Verhaftung seines Vaters Zulfikar Ali Bhutto durch das Militärregime von Zia-ul-Haq im Jahr 1977 gingen der 18-jährige Bhutto und sein Bruder Murtaza auf Wunsch des Vaters ins Exil. Nach einem kurzen Aufenthalt in London, wo sie sich für die Freilassung ihres Vaters einsetzten, reisten sie nach Beirut und absolvierten dort mit Unterstützung Jassir Arafats eine militärische Ausbildung in Trainingslagern der Palästinensischen Befreiungsorganisation (PLO). Anschließend bauten sie in Kabul, wo ihnen die Regierung Exil gewährte, die linksgerichtete militante Organisation Al-Zulfikar (Das Schwert) auf, der sich hauptsächlich militante Anhänger der Pakistanischen Volkspartei (PPP) von Zulfikar Ali Bhutto anschlossen. Die beiden Brüder heirateten im Exil zwei afghanische Schwestern.
1984 zog sich Bhutto aus Al-Zulfikar zurück und zog mit seiner Frau Rehana Fasihuddin und der gemeinsamen Tochter Sassi nach Südfrankreich, wo er ein Leben als Unternehmer anstrebte.
Am 18. Juli 1985 wurde er in seiner Wohnung in Cannes tot aufgefunden. Die Todesursache, um die es zahlreiche Spekulationen gab, ist bis heute ungeklärt.